# Khởi nghĩa Jeju
Khởi nghĩa Jeju (Hangul: 제주 4·3 사건, Hanja: 濟州四三事件, Hán Việt: Tế Châu tứ tam sự kiện, nghĩa là 'sự kiện 3 tháng 4 tại Jeju') là một cuộc khởi nghĩa trên đảo Jeju tại Hàn Quốc kéo dài từ ngày 3 tháng 4 năm 1948 đến 13 tháng 5 năm 1949.:139, 193
Nguyên nhân trực tiếp dẫn đến khởi nghĩa là cuộc bầu cử dự kiến vào ngày 10 tháng 5 năm 1948 theo kế hoạch của Ủy ban Lâm thời Liên Hợp Quốc tại Triều Tiên (UNTCOK) nhằm hình thành một chính phủ mới cho toàn thể Triều Tiên. Tuy nhiên, bầu cử chỉ được lên kế hoạch tổ chức tại miền nam của bán đảo đang nằm dưới quyền kiểm soát của UNTCOK. Lo ngại bầu cử sẽ làm tăng thêm ly tán, các chiến binh du kích của Đảng Lao động Nam Triều Tiên (SKLP) phản ứng kịch liệt, tấn công cảnh sát địa phương và các tổ chức thanh niên hữu khuynh trên đảo Jeju.:166–167
Mặc dù hai bên đều dính líu đến các hành động tàn bạo, song phương thức mà chính phủ miền Nam sử dụng để đáp áp các phiến quân là đặc biệt tàn nhẫn.:171:13–14 Kết quả là khoảng 30.000 người thiệt mạng do khởi nghĩa, chiếm khoảng 10% dân số của đảo.:195:12 Khoảng 40.000 người khác phải sang Nhật Bản lánh nạn. Trong các thập niên sau khởi nghĩa, chính phủ đàn áp hung bạo hoạt động kỷ niệm sự kiện bằng cách thức trừng phạt nghiêm khắc.:41 Đến năm 2006, chính phủ Hàn Quốc cuối cùng tạ lỗi vì vai trò của họ trong các cuộc tàn sát. Mặc dù chính phủ đồng thời hứa hẹn bồi thường, song đến năm 2017 vẫn chưa thực hiện điều này.

## Bối cảnh

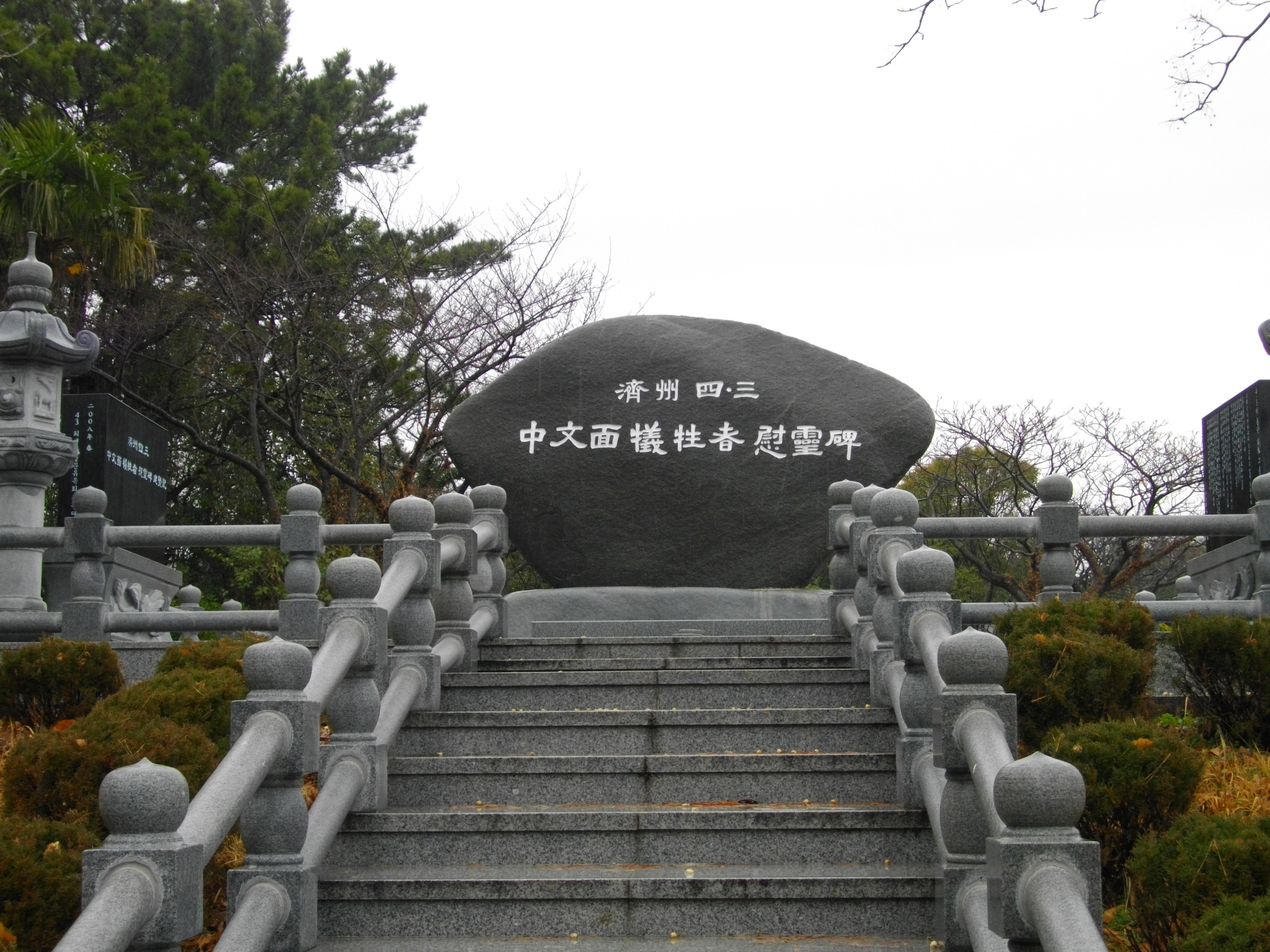
Đài tưởng niệm nạn nhân cuộc nổi dậy Jeju tại Jungmun

Sau khi Nhật Bản đầu hàng Đồng Minh vào ngày 15 tháng 8 năm 1945, 35 năm Nhật Bản cai trị Triều Tiên kết thúc. Triều Tiên sau đó bị phân chia tại vĩ tuyến 38° Bắc, Liên Xô được ủy thác ở phía bắc vĩ tuyến còn Hoa Kỳ được ủy thác ở phía nam. Trong tháng 9 năm 1945, Trung tướng John R. Hodge lập một chính phủ quân sự để quản lý khu vực miền nam, bao gồm đảo Jeju. Trong tháng 12 năm 1945, Hoa Kỳ họp với Liên Xô và Anh Quốc họp để cùng quản trị. Tuy nhiên, do thiếu nhất trí, Hoa Kỳ đưa "vấn đề Triều Tiên" ra Liên Hợp Quốc để để bàn luận thêm. Vào ngày 14 tháng 12 năm 1947, Liên Hợp Quốc thông qua Nghị quyết 112, kêu gọi tổng tuyển cử vào ngày 10 tháng 5 năm 1948 dưới sự giám sát của UNTCOK.
Lo ngại sẽ mất ảnh hưởng tại nửa phía bắc của Triều Tiên nếu tuân thủ nghị quyết, Liên Xô bác bỏ nghị quyết của Liên Hợp Quốc và từ chối cho UNTCOK tiếp cận miền bắc bán đảo. Tuy thế, UNTCOK vẫn thực hiện tổng tuyển cử, dù chỉ tại nửa phía nam của bán đảo. Liên Xô phản ứng bằng cách tổ chức một cuộc bầu cử tại miền bắc vào ngày 25 tháng 8 năm 1948.

## Các sự kiện dẫn đến khởi nghĩa

### Thị uy Sam-Il
Cư dân Jeju bắt đầu kháng nghị bầu cử một năm trước khi nó diễn ra. Đặc biệt quan tâm về việc bán đảo bị phân chia vĩnh viễn, Đảng Lao động Nam Triều Tiên (SKLP), một đảng anh em với Đảng Cộng sản Triều Tiên ở miền Bắc, lập kế hoạch tập hợp vào ngày 1 tháng 3 năm 1947 để lên án bầu cử và đồng thời tổ chức kỷ niệm Phong trào độc lập 1 tháng 3.:153:28 Một nỗ lực của chính phủ quân sự nhằm giải tán đám đông chỉ khiến có thêm nhiều cư dân Jeju ra ngoài ủng hộ thị uy. Trong một nỗ lực tuyệt vọng nhằm bình ổn đám đông huyên náo, binh sĩ Hoa Kỳ và cảnh sát Hàn Quốc bắn cảnh cáo phía trên đầu họ. Mặc dù các phát súng bình ổn thành công những người thị uy, song một phát đạn bắn trúng và làm chết một em bé sáu tuổi:154:28

### Sự kiện nhà tù Chong-myon
Trong ngày 8 tháng 3 năm 1947, một đám đông khoảng một nghìn người thị uy tập hợp trước nhà tù Chong-myon, yêu cầu phóng thích các thành viên SKLP bị chính phủ bắt giam trong Thị uy Sam-Il. Khi những người thị uy bắt đầu ném đá và sau đó là xông vào nhà tù, cảnh sát bên trong bắn vào họ trong tình trạng hoảng sợ, khiến 5 người thiệt mạng. Đáp lại, các thành viên SKLP và những người khác kêu gọi chính phủ quân sự thực hiện hành động chống các cảnh sát viên khai hỏa vào đám đông. Song thay vào đó, có thêm 400 cảnh sát viên được đưa từ đại lục ra đảo, cùng với một tổ chức chống tả khuynh cấp tiến gọi là Hội Thanh niên Tây Bắc, để giúp duy trì trật tự.:154 Mặc dù hai nhóm đều sử dụng các chiến thuật bạo lực và thô bạo trong hành động đàn áp cư dân địa phương, song hành động của Hội Thanh niên Tây Bắc mang tính khủng bố sát sườn.:99:155 (Merrill, 155; Deane 58; Johnson, 99). Nhận thấy 20% dân số Jeju (60.000 người) là thành viên SKLP và 80% phần trăm còn lại có cảm tình với SKLP, sự xuất hiện của cá tổ chức hữu khuynh cấp tiến này và lực lượng quân cảnh khiến căng thẳng tại Jeju đột ngột gia tăng.:157

### Tổng đình công tháng 2 năm 1948
Khi ngày tổng tuyển cử 10 tháng 5 năm 1948 đến gần, các nhà lãnh đạo của SKLP cứng rắn hơn trong hành động phản đối sự tham dự của UNTCOK vào công việc của Triều Tiên. Trong tháng 1 năm 1948, thủ lĩnh của đảng là Pak Hon Yong kêu gọi các thành viên của SKLP ở phía nam vĩ tuyến 38° Bắc phản đối bầu cử bằng bạo lực. Tại Jeju, các thành viên SKLP phản ứng lời kêu gọi này bằng cách tấn công các cơ sở của chính phủ và chiến đấu với cảnh sát trong xung đột công khai. Những cuộc đụng độ giữa các du kích quân SKLP với tổ chức hữu khuynh và cảnh sát tiếp tục đến tháng 3 năm 1948.:164

## Khởi nghĩa

### 3 tháng 4 năm 1948
Mặc dù các cuộc đụng độ trên đảo Jeju diễn ra từ đầu năm 1947, song ngày 3 tháng 4 năm 1948 được ghi nhớ là ngày khởi nghĩa Jeju chính thức bắt đầu. Một số nguồn cho rằng khởi nghĩa xảy ra khi quân cảnh "khai hỏa vào một cuộc thị uy kỷ niệm người Triều Tiên đấu tranh kháng Nhật" kich động khởi nghĩa quần chúng.:99 Tuy nhiên, các nguồn khác không đề cập về sự kiện tuần hành này, và cho rằng SKLP đã lên kế hoạch trước về tấn công vào ngày 3 tháng 4 năm 1948.:166 :30 Dù kích động hay không thì vào ngày 3 tháng 4 năm 1948, khoảng 500 du kích quân SKLP cùng với 3.000 cảm tình viên tấn công khoảng một nửa trong số 24 đồn cảnh sát trên đảo, giết chết 30 cảnh sát viên.:167 (Merrill, 167; Deane 55).
Người chỉ huy lực lượng cảnh sát trên đảo là Trung tướng Kim Ik-ryeo nỗ lực nhằm kết thúc khởi nghĩa trong hòa bình bằng cách đàm phán với phiến quân. Ông họp vài lần với thủ lĩnh phiến quân Kim Dal-sam của SKLP song hai bên đều không nhất trí về các điều khoản. Chính phủ muốn phiến quân đầu hàng hoàn toàn, còn phiến quân yêu cầu cảnh sát địa phương giải trừ quân bị, miễn nhiệm toàn bộ quan chức trên đảo, cấm chỉ các tổ chức thanh niên bán quân sự trên đảo và tái thống nhất bán đảo Triều Tiên.:174
Giao tranh tiếp tục sau khi đàm phán thất bại, Chính phủ quân sự đáp trả hoạt động du kích bằng cách triển khai các đại đội cảnh sát, mỗi đại đội có 1.700 người, từ các tỉnh miền nam đến Jeju.:168 Giao tranh tiếp tục qua ngày bầu cử 10 tháng 5. Trong tuần lễ bầu cử, các du kích quân "cắt đường dây điện thoại, phá cầu, và chồng đá chặn đường bộ nhằm làm gián đoạn thông tin.":171 Phóng hỏa không thường xuyên, thị uy bạo lực và tấn công các cơ sở của chính phủ phá hoại hữu hiệu cuộc bầu cử.:171 :31

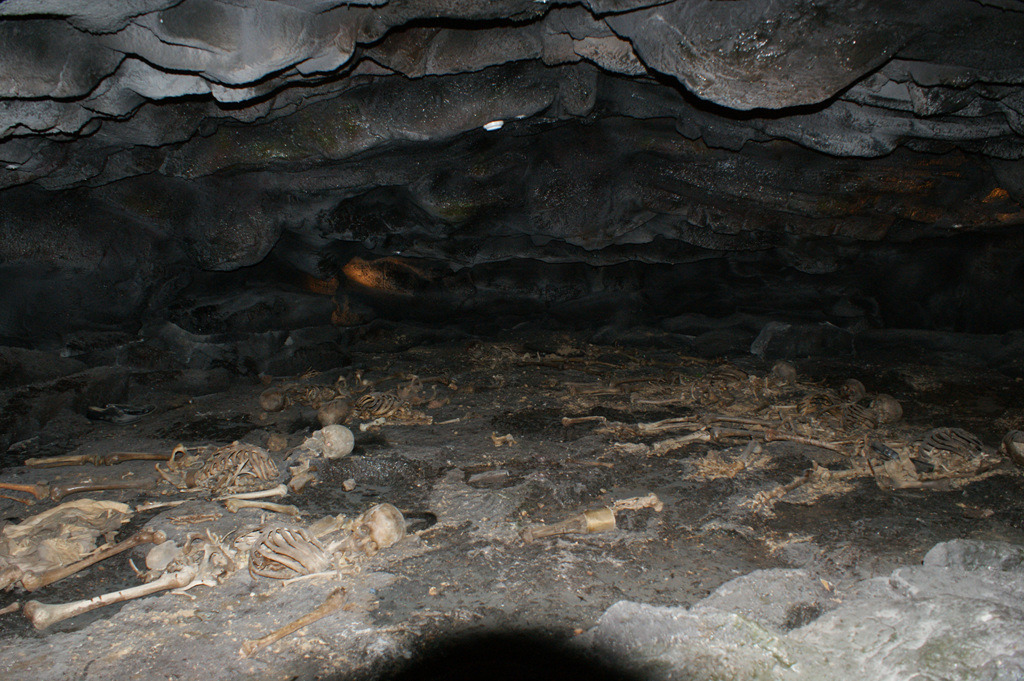
Tàn sát động Daranshi tại Jeju

### Bầu cử bí mật tháng 8 năm 1948 và khởi nghĩa Yosu
Mặc dù các hoạt động du kích suy yếu trong các tháng mùa hè năm 1948, song chúng hồi phục sau khi Liên Xổ tổ chức bầu cử ở phía bắc vĩ tuyến 38° Bắc để thành lập nước Cộng hòa Dân chủ Nhân dân Triều Tiên.:176,179 Cùng với cuộc bầu cử này, những người cộng sản tổ chức "bầu cử bí mật" cho những ai ở phía nam vĩ tuyến song muốn tham gia bầu cử, trong đó có đảo Jeju.:177 :34 Mặc dù có tranh luận về tỷ lệ đi bầu trong các cuộc bầu cử này, song chúng thành công nhất định trong việc khuyến khích lực lượng quân sự SKLP.:177 Trong những tháng sau bầu cử, tình hình trở nên xấu đi, các quan chức Hàn Quốc quyết định phái Trung đoàn 14, đóng gần thành phố cảng Yeosu tại miền nam đến đảo Jeju nhằm giúp đỡ các nỗ lực phản du kích. Tuy nhiên, các binh sĩ này không muốn "tàn sát nhân dân Jeju" nên ngay khi chuẩn bị xuất phát đã quay sang tiến hành khởi nghĩa vào ngày 20 tháng 10 năm 1948.:179–180:34 Tổng thống Hàn Quốc mới đắc cử là Lý Thừa Vãn xấu hổ trước sự kiện này, do đó ông cho tăng cường các nỗ lực của chính phủ nhằm dập tắt khởi nghĩa.:182:34 Ngày 17 tháng 11 năm 1948, Lý Thừa Vãn tuyên bố thiết quân luật nhằm bình loạn. Trong giai đoạn này, cảnh sát Hàn Quốc tham gia các hành động tàn bạo, một báo cáo mô tả sự kiện vào ngày 14 tháng 12 năm 1948 tại một làng nhỏ của Jeju khi cảnh sát Hàn Quốc tấn công làng, bắt giữ nhiều nam nữ thanh thiếu niên, hiếp dâm tập thể các nữ thanh thiếu niên trong hai tuần lễ và hành quyết họ cùng các nam thanh niên.
Đến cuối năm 1948, các chiến thuật tàn nhẫn và các chiến dịch đàn áp hiệu quả đã giúp giảm số lượng du kích quân xuống chỉ còn 300.:184

### Tấn công Tết 1949 của SKPL và chiến dịch tiệt trừ
Ngày 1 tháng 1 năm 1949, du kích quân phát động cuộc tấn công cuối cùng chống cảnh sát Hàn Quốc. Họ tấn công tại Odong-ni và thành phố Jeju, song bị cảnh sát Hàn Quốc đẩy lui và phải triệt thoái vào vùng đồi núi nội địa của đảo.:184–185 Cảnh sát Hàn Quốc truy kích các du kích quân và tiếp tục thực hiện các hành động tàn bạo, như tàn sát dân làng.:58:186:36 Chính phủ Hàn Quốc lúc này kiên quyết tiêu diệt tàn quân du kích SKLP, họ phát động một chiến dịch tiệt trừ trong tháng 3 năm 1949. Trong chiến dịch, 2.345 du kích quân và 1.668 thường dân bị giết.:189 Do chiến dịch có hiệu quả, Hàn Quốc tổ chức bầu cử trên đảo Jeju để lấp các ghế trống của đảo trong Quốc hội; đảo Jeju từ đó nằm dưới thẩm quyền thực tế và pháp lý của Hàn Quốc.:192:31

## Hoa Kỳ can dự
Tại thời điểm khởi nghĩa, đảo nằm dưới quyền soát của Chính phủ Quân sự Lục quân Hoa Kỳ tại Triều Tiên. Chỉ một số lượng nhỏ người Mỹ hiện diện trên đảo. Jimmie Leach đương thời là một đại úy trong Lục quân Hoa Kỳ, là một cố vấn cho Sở cảnh sát Hàn Quốc và tuyên bố rằng có sáu người Mỹ trên đảo, trong đó có bản thân ông ta, và rằng họ có thể ghé hai máy bay do thám L-4 và hai tàu quét thủy lôi cũ được cải hoán thành tàu tuần duyên, có phi hành đoàn là người Triều Tiên. Hành động đàn áp tàn bạo các cuộc kháng nghị của cảnh sát và quân đội quốc gia dưới quyền kiểm soát của chính phủ Hoa Kỳ do James A. Casteel lãnh đạo, người chỉ huy lực lượng an ninh Jeju, khiến hàng nghìn người thiệt mạng, phá hủy nhiều làng trên đảo, và có thêm các cuộc khởi nghĩa tại đại lục. Thay vì giải quyết nguyên nhân của vấn đề là cảnh sát khai hỏa vào dân thường, quân đội Hoa Kỳ triển khai đến Jeju nhanh chóng kết luận rằng đây là một cuộc khởi nghĩa cộng sản và tuyên bố Jeju là một "đảo đỏ". Đến mùa xuân năm 1949, bốn tiểu đoàn Lục quân Hàn Quốc đến và tham gia cùng cảnh sát và hội viên Hội Thanh niên Tây Bắc đàn áp tàn nhẫn các cuộc kháng nghị. Liên quân nhanh chóng tiêu diệt hoặc vô hiệu hóa hầu kết các lực lượng phiến quân còn lại. Ngày 17 tháng 8 năm 1949, ban lãnh đạo của phong trào tan vỡ sau khi thủ lĩnh chủ chốt của phiến quân là Yi Tuk-ku bị hạ sát. Quân đội Hoa Kỳ sau đó gọi việc phá hủy hoàn toàn làng Jungsangan - tai họa lớn nhất trong sự kiện - là một "chiến dịch thành công".
Ủy ban Quốc gia về Điều tra sự thực sự kiện ngày 3 tháng 4 tại Jeju kết luận rằng Chính phủ Quân sự Lục quân Hoa Kỳ tại Triều Tiên và Tổ chức cố vấn quân sự Triều Tiên chịu trách nhiện về sự kiện do nó xảy ra dưới quyền cai quản của chính phủ quân sự và một thượng tá của Hoa Kỳ có trách nhiệm đối với lực lượng an ninh tại Jeju. Sau khi Chiến tranh Triều Tiên bùng phát, Hoa Kỳ nắm quyền chỉ huy quân đội Hàn Quốc. Chuẩn tướng William Lynn Roberts chỉ huy các binh sĩ Hoa Kỳ tại Jeju.
Truyền thông Hoa Kỳ đưa ra tài liệu và công khai vụ tàn sát song quân đội Hoa Kỳ không can thiệp. Ngày 13 tháng 5 năm 1949, Đại sứ Hoa Kỳ tại Hàn Quốc đánh điện đến Washington, D.C. rằng các phiến quân Jeju và các cảm tình viên của họ "bị giết, bị bắt, hoặc bị cải đạo." Stars và Stripes tường thuật về sự đàn áp tàn bạo của quân đội Hàn Quốc đối với cuộc khởi nghĩa, địa phương ủng hộ phiến quân, cũng như phiến quân trả thù các đối thủ hữu khuynh địa phương.

## Hậu quả
Một trong các đạo luật chính thức đầu tiên của Quốc hội Hàn Quốc là thông qua Đạo luật Phản quốc vào năm 1948, cùng với các biện khác để phi pháp hóa Đảng Lao động Nam Triều Tiên. Trong gần năm mươi năm sau khởi nghĩa, người Hàn Quốc sẽ bị trừng phạt bằng cách đánh dập, tra tấn và án tù dài hạn nếu đề cập đến sự kiện khởi nghĩa Jeju. Sự kiện hầu như bị chính phù lờ đi. Năm 1992, chính phủ của Tổng thống Roh Tae Woo niêm phong một động trên núi Halla, là nơi phát hiện các hài cốt của các nạn nhân bị tàn sát.
Tháng 10 năm 2003, Tổng thống Roh Moo-hyun tạ lỗi với nhân dân Jeju vì đàn áp tàn bạo khởi nghĩa, phát biểu rằng "Do các quyết định phi pháp của chính phủ, nhiều cư dân vô tội của Jeju phải chịu nhiều thương vong và nhà cửa bị tàn phá." Roh Moo-hyun có lời xin lỗi đầu tiên với tư cách tổng thống Hàn Quốc về tàn sát năm 1948. Trong tháng 3 năm 2009, Ủy ban Chỉnh lý việc quá khứ xác nhận phát hiện rằng "Ít nhất 20.000 người bị giam cầm do tham gia khởi nghĩa quần chúng tại Jeju, Yeosu và Suncheon, hoặc bị cáo buộc là phần tử cộng sản, bị tàn sát trong khoảng 20 nhà tù trên toàn quốc," khi Chiến tranh Triều Tiên bùng phát.
Ủy ban báo cáo có 14.373 nạn nhân, 86% dưới bàn tay của lực lượng an ninh và 13,9% dưới bàn tay của phiến quân, và ước tính rằng tổng số thiệt mạng cao đến 30.000 người. Khoảng 70% trong số 230 làng trên đảo bị đốt trụi và trên 39.000 ngôi nhà bị phá hủy. Trong số 400 làng trước khởi nghĩa chỉ 170 là còn lại. Năm 2008, thi thể của các nạn nhân bị tàn sát được phát hiện trong một ngôi mộ tập thể gần Sân bay quốc tế Jeju.

## Trong truyền thông đại chúng
Jiseul là một bộ phim Hàn Quốc vào năm 2012 về các cư dân Jeju trong khởi nghĩa.
Nhà văn người Nhật gốc Hàn Sok Pok Kim viết tiểu thuyết Kazantō (đảo núi lửa) về sự kiện; tác phẩm của ông gây tranh luận tại Hàn Quốc và ông bị từ chối nhập cảnh vào nước này hai lần (năm 1980 và 2015).